# Piktogramy określające rodzaj zagrożenia
Piktogramy określające rodzaj zagrożenia, piktogramy wskazujące rodzaj zagrożenia – oznakowania niebezpiecznych substancji chemicznych i mieszanin będące częścią globalnie zharmonizowanego systemu klasyfikacji i oznakowania chemikaliów (GHS).
Piktogramy zalecane przez GHS mają kształt kwadratu ustawionego na wierzchołku. Powinny zawierać czarny symbol na białym tle z czerwonym obramowaniem.

## Zagrożenia fizyczne
| GHS01                | | Klasa i kategoria zagrożenia |
|                      | - Niestabilne materiały wybuchowe - Materiały wybuchowe z podklas 1.1, 1.2, 1.3, 1.4 - Substancje i mieszaniny samoreaktywne, typy A, B - Nadtlenki organiczne, typy A, B |                              |
| Substancje wybuchowe | |                              |

| GHS02                 | | Klasa i kategoria zagrożenia |
|                       | - Gazy łatwopalne, kategoria zagrożenia 1 - Wyroby aerozolowe, kategorie zagrożeń 1, 2 - Substancje ciekłe łatwopalne, kategorie zagrożeń 1, 2, 3 - Substancje stałe łatwopalne, kategorie zagrożeń 1, 2 - Substancje i mieszaniny samoreaktywne, typy B, C, D, E, F - Substancje ciekłe piroforyczne, kategoria zagrożenia 1 - Substancje stałe piroforyczne, kategoria zagrożenia 1 - Substancje i mieszaniny samonagrzewające się, kategorie zagrożeń 1, 2 - Substancje i mieszaniny, które w kontakcie z wodą wydzielają gazy łatwopalne, kategorie zagrożeń 1, 2, 3 - Nadtlenki organiczne, typy B, C, D, E, F |                              |
| Substancje łatwopalne | |                              |

| GHS03                  | | Klasa i kategoria zagrożenia |
|                        | - Gazy utleniające, kategoria zagrożenia 1 - Substancje ciekłe utleniające, kategorie zagrożeń 1, 2, 3 - Substancje stałe utleniające, kategorie zagrożeń 1, 2, 3 |                              |
| Substancje utleniające | |                              |

| GHS04               | | Klasa i kategoria zagrożenia |
|                     | - Gazy pod ciśnieniem: - Gazy sprężone - Gazy skroplone - Gazy skroplone schłodzone - Gazy rozpuszczone |                              |
| Gazy pod ciśnieniem | |                              |

| GHS05                        |                                                        | Klasa i kategoria zagrożenia |
|                              | - Substancje korodujące metale, kategoria zagrożenia 1 |                              |
| Substancje korodujące metale |                                                        |                              |

|                              | | Klasa i kategoria zagrożenia |
| Piktogram nie jest wymagany. | - Materiały wybuchowe z podklasy 1.5 - Materiały wybuchowe z podklasy 1.6 - Gazy łatwopalne, kategoria zagrożeń 2 - Wyroby aerozolowe, kategoria zagrożeń 3 - Substancje i mieszaniny samoreaktywne, typ G - Nadtlenki organiczne, typ G |                              |
|                              | - Materiały wybuchowe z podklasy 1.5 - Materiały wybuchowe z podklasy 1.6 - Gazy łatwopalne, kategoria zagrożeń 2 - Wyroby aerozolowe, kategoria zagrożeń 3 - Substancje i mieszaniny samoreaktywne, typ G - Nadtlenki organiczne, typ G |                              |

## Zagrożenia dla zdrowia
| GHS06                | | Klasa i kategoria zagrożenia |
|                      | - Toksyczność ostra (droga pokarmowa, po naniesieniu na skórę, po narażeniu inhalacyjnym), kategorie zagrożeń 1, 2, 3 |                              |
| Substancje toksyczne | |                              |

| GHS05            | | Klasa i kategoria zagrożenia |
|                  | - Działanie żrące na skórę, kategorie zagrożeń 1A, 1B, 1C - Poważne uszkodzenie oczu, kategoria zagrożenia 1 |                              |
| Substancje żrące | |                              |

| GHS07                | | Klasa i kategoria zagrożenia |
|                      | - Toksyczność ostra (droga pokarmowa, po naniesieniu na skórę, po narażeniu inhalacyjnym), kategoria zagrożenia 4 - Działanie drażniące na skórę, kategoria zagrożenia 2 - Działanie drażniące na oczy, kategoria zagrożenia 2 - Działanie uczulające na skórę, kategorie zagrożeń 1, 1A, 1B - Działanie toksyczne na narządy docelowe – jednorazowe narażenie, kategoria zagrożenia 3 - Działanie drażniące na drogi oddechowe - Skutek narkotyczny |                              |
| Substancje drażniące | |                              |

| GHS08                            | | Klasa i kategoria zagrożenia |
|                                  | - Działanie uczulające na drogi oddechowe, kategorie zagrożeń 1, 1A, 1B - Działanie mutagenne na komórki rozrodcze, kategorie zagrożeń 1A, 1B, 2 - Rakotwórczość, kategorie zagrożeń 1A, 1B, 2 - Działanie szkodliwe na rozrodczość, kategorie zagrożeń 1A, 1B, 2 - Działanie toksyczne na narządy docelowe – jednorazowe narażenie, kategorie zagrożeń 1, 2 - Działanie toksyczne na narządy docelowe – powtarzane narażenie, kategorie zagrożeń 1, 2 - Zagrożenie spowodowane aspiracją, kategoria zagrożenia 1 |                              |
| Substancje rakotwórcze\mutagenne | |                              |

|                              | | Klasa i kategoria zagrożenia |
| Piktogram nie jest wymagany. | - Działanie szkodliwe na rozrodczość, wpływ na laktację lub oddziaływanie szkodliwe na dzieci karmione piersią, dodatkowa klasa zagrożeń |                              |
|                              | - Działanie szkodliwe na rozrodczość, wpływ na laktację lub oddziaływanie szkodliwe na dzieci karmione piersią, dodatkowa klasa zagrożeń |                              |

### Zasady pierwszeństwa
- Jeśli obowiązuje piktogram czaszka i skrzyżowane piszczele, nie powinno się dodatkowo umieszczać piktogramu wykrzyknik.
- Jeśli obowiązuje piktogram działanie żrące, nie powinno się dodatkowo umieszczać piktogramu wykrzyknik, gdy dotyczy on działania drażniącego na oczy lub skórę.
- Jeśli obowiązuje piktogram zagrożenie dla zdrowia określający uczulające działanie na drogi oddechowe, nie powinno się dodatkowo umieszczać piktogramu wykrzyknik, gdy dotyczy on uczulającego działania na skórę lub drażniącego na oczy lub skórę.

## Zagrożenia dla środowiska
| GHS09                               | | Klasa i kategoria zagrożenia |
|                                     | - Stwarzające zagrożenie dla środowiska wodnego - Toksyczność ostra, kategoria zagrożenia 1 - Toksyczność przewlekła, kategorie zagrożeń 1, 2 |                              |
| Substancje szkodliwe dla środowiska | |                              |

|                              |                                                                                                   | Klasa i kategoria zagrożenia |
| Piktogram nie jest wymagany. | - Stwarzające zagrożenie dla środowiska wodnego – toksyczność przewlekła, kategorie zagrożeń 3, 4 |                              |
|                              | - Stwarzające zagrożenie dla środowiska wodnego – toksyczność przewlekła, kategorie zagrożeń 3, 4 |                              |

## Zagrożenia dodatkowe
| GHS07      |                                                                       | Klasa i kategoria zagrożenia |
|            | - Stwarzające zagrożenie dla warstwy ozonowej, kategoria zagrożenia 1 |                              |
| wykrzyknik |                                                                       |                              |